# Byblia
Byblia is een geslacht van vlinders uit de familie Nymphalidae.

## Soorten
- Byblia anvatara (Boisduval, 1833)
- Byblia ilithyia (Drury, [1773])